# 中青路
中青路位于湖南省长沙市城北开福区境内，为长沙首条城市快速路，呈南北走向。中青路为二环和三环（长沙绕城高速）的联络线，通过中岭立交桥与二连通，通过捞刀河互通与三环顺接。南起二环线中岭立交桥北，北至青竹湖路，全长6.62公里，双向6车道；计时速为80公里，2007年4月20日竣工通车。